# Zabargad
Zabargad, aussi appelée « île de Saint-Jean », est une île inhabitée d'Égypte située dans la mer Rouge.

Son ancien nom, « Topazos », est à l'origine du mot « topaze ».

## Géographie
Zabargad est située en Égypte, dans la mer Rouge, au large de la ville portuaire de Bérénice, dans le prolongement de la péninsule de Ras Banas située à 46 kilomètres au nord-ouest. De forme triangulaire, elle constitue la partie émergée d'un soulèvement de la partie inférieure de la lithosphère océanique de la mer Rouge. Les roches qui la composent sont essentiellement des péridotites, une roche plutonique riche en olivine.
Rocky Island est un ilot qui se trouve une quinzaine de kilomètres au sud-est de Zabargad.
Les fonds marins autour de l'île sont constitués de récifs coralliens où se sont échoués deux navires dont les épaves ont été laissées sur place. Elle fait partie du parc national d'Elba.

## Histoire
Zabargad est connue depuis l'Antiquité pour ses gisements d'olivine, un silicate ferro-magnésien cristallisé de couleur verte. Ainsi, dès l'époque des Pharaons et jusqu'à relativement récemment, ce minéral y était extrait afin d'être utilisé en joaillerie sous le nom de péridot.
Epaves :
- Khanka (naufrage en 1982)[2],[3] - 23° 37′ 07″ N, 36° 12′ 13″ E
- Maidan (parfois Maiden, naufrage en 1923)[4],[5] - 23° 33′ 18″ N, 36° 14′ 59″ E.